# Hemisodorcus rubrofemoratus yamadai
Hemisodorcus rubrofemoratus yamadai es una subespecie de coleóptero de la familia Lucanidae.

## Distribución geográfica
Habita en Taiwán (China).